# Tom Thacker
Pour les articles homonymes, voir Tom Thacker (basket-ball) et Thacker.
Tom Thacker (11 avril 1973 à Langley) est un chanteur et guitariste canadien. Tom fait partie du groupe de rock Gob et depuis 2007 assiste Sum 41 lors des lives en tant que guitariste et pianiste. Il est depuis devenu un membre officiel du groupe et est présent sur les albums du groupe depuis Screaming Bloody Murder.